# Phaonia xiangningensis
Phaonia xiangningensis este o specie de muște din genul Phaonia, familia Muscidae, descrisă de Ma și Wang în anul 1985. Conform Catalogue of Life specia Phaonia xiangningensis nu are subspecii cunoscute.